# Nomads of the North
Nomads of the North est un film américain réalisé par David Hartford et James Oliver Curwood, sorti en 1920.

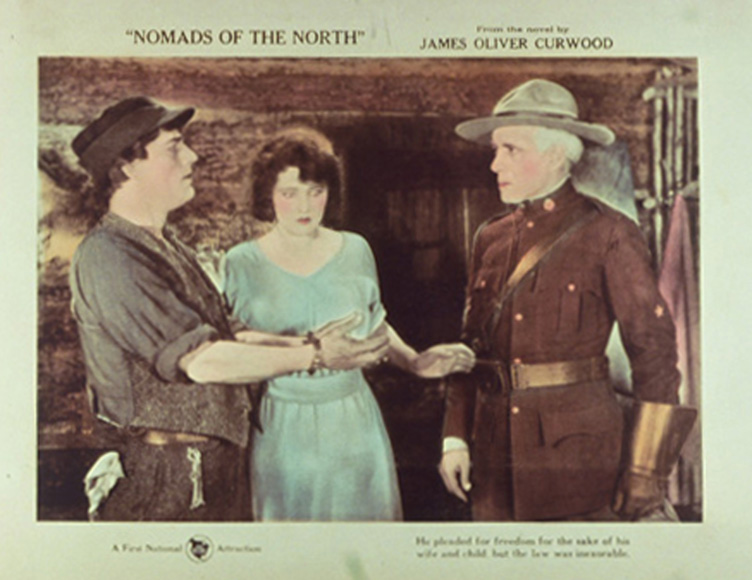
Carte promotionnelle du film.

Il fait partie d'une série de films d'aventures dans le grand nord Canadien, et se termine par une scène mémorable d'incendie de forêt.

## Fiche technique
- Réalisation : David Hartford et James Oliver Curwood
- Scénario : David Hartford, James Oliver Curwood d'après le roman Nomads of the North de James Oliver Curwood
- Producteur : James Oliver Curwood
- Photographie : Walter L. Griffin
- Production : James Oliver Curwood Productions Inc.
- Distributeur : Associated First National Pictures, Inc.
- Durée : 103 minutes
- Date de sortie : 11 octobre 1920

## Distribution
- Betty Blythe : Nanette Roland
- Lon Chaney : Raoul Challoner
- Lewis Stone : Corporal O'Connor
- Francis McDonald : Buck McDougall
- Spottiswoode Aitken : Old Roland

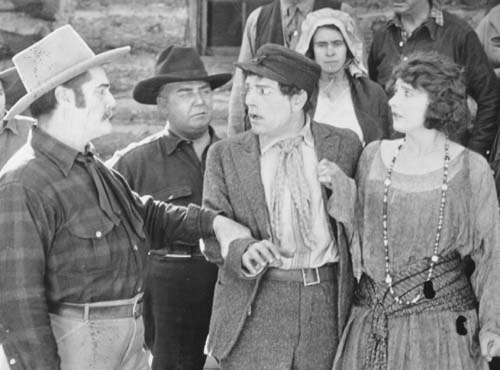
Melbourne MacDowell, Lon Chaney et Betty Blythe dans une scène du film.

- Melbourne MacDowell : Duncan McDougall
- Charles Smiley : The Parson Beauvais